# Figure de la Terre

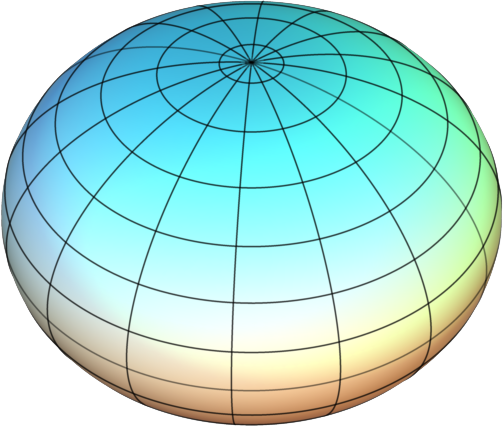
Sphéroïde ou ellipsoïde oblate : une modélisation de la forme de la Terre.

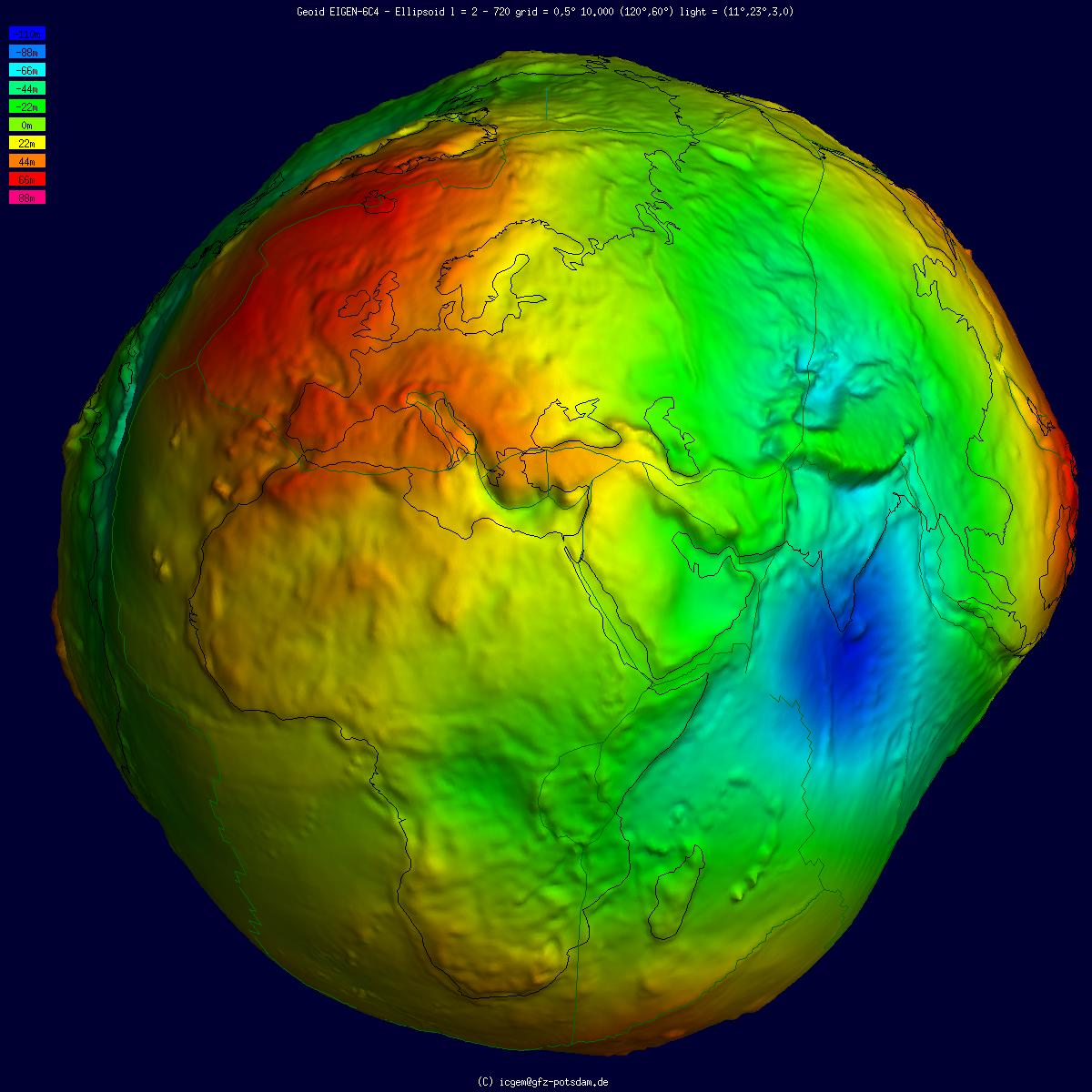
Ondulation du géoïde en fausse couleur, relief ombré et exagération verticale (facteur d'échelle : 10 000).

La détermination de la figure de la Terre, autrement dit l'étude de la forme de la surface externe du globe terrestre et de ses dimensions, constitue l'une des tâches classiques de la géodésie. Elle fournit des informations essentielles pour la géophysique et la géodynamique théorique.
Cependant, une surface générale est le plus souvent un objet géométrique auquel on n'associe pas de propriétés physiques particulières. Tel n'est pas le cas de la figure de la Terre, que l'on doit déterminer en faisant intervenir, d'une manière ou d'une autre, le champ de pesanteur terrestre. De ce fait, on doit associer à la forme géométrique des propriétés physiques : la plupart des surfaces qu'on définira pour représenter la figure de la Terre sont des surfaces de niveau, ou surfaces équipotentielles, autrement dit, des surfaces sur lesquelles le potentiel de pesanteur est constant.
Il n'existe pas une seule définition de la figure de la Terre, mais plusieurs qui ont chacune leur utilité et leur raison d'être. Ainsi, en dehors de la figure topographique (ou topoïde), qui n'est pas une surface de niveau mais dont les diverses cotes font quand même appel à la pesanteur, on définit une figure équipotentielle sphéroïdale ou plus précisément ellipsoïdale (dite « sphéroïde normal » ou « ellipsoïde normal »), une figure d'équilibre hydrostatique (dite « hydroïde ») et finalement une surface équipotentielle qui décrit au mieux le champ de pesanteur dans lequel se meuvent les satellites artificiels (dite « géoïde »).
Ce géoïde est parfois considéré comme la figure principale de la Terre, mais c'est oublier que pour les géographes le topoïde est la surface la plus importante, que pour les géodésiens l'ellipsoïde joue un rôle bien plus important que le géoïde, et que les géophysiciens font souvent appel aux propriétés de l'hydroïde plutôt qu'à celles du géoïde. Tout compte fait, ce sont surtout les géophysiciens s'occupant de dynamique du manteau et de tectonique globale qui font appel au géoïde.

## Aspects historiques
Les premières hypothèses concernant la forme de la Terre remontent à la nuit des temps, mais ce n'est qu'au milieu du Ier millénaire av. J.-C. que l'hypothèse d'une forme sphérique est formulée explicitement, et n'est ensuite plus guère mise en doute par les gens érudits jusqu'à la deuxième moitié du XVIIe siècle. À cette époque, la parution en 1687 de l'ouvrage d'Isaac Newton « Principia mathematica philosophiae naturalis » et les travaux de Christian Huygens sur la force centrifuge en 1697 conduisent à penser que, si l'intérieur de la Terre est plus ou moins fluide, le mouvement de rotation diurne doit transformer la sphère en un ellipsoïde de révolution, autrement dit celle d'un sphéroïde au sens restreint. Ce modèle ellipsoïdal de la Terre est confirmé par les mesures d'arcs géodésiques au Pérou et en Laponie au début du XVIIIe siècle.
La première détermination connue du rayon {\displaystyle R} de la sphère terrestre est due au savant alexandrin Ératosthène de Cyrène (273 – 192 av. J.-C.).  La méthode de mesure qu'Ératosthène inventa, et qui porte son nom, fait de lui le véritable fondateur de la géodésie, même si la valeur de {\displaystyle R} obtenue à l'époque présentait au minimum une erreur d'environ 10 % de la valeur réelle. Au cours des siècles qui suivirent les travaux d'Ératosthène, des Grecs, des Arabes, des Chinois, des Anglais et des Français (pour ne citer que les principales nations) essayèrent d'améliorer la connaissance de la valeur du rayon terrestre. La dernière détermination de {\displaystyle R} basée sur l'idée d'une Terre sphérique fut celle de l'abbé Jean Picard (1620–1682). Bien que très vite après les mesures de Picard on se soit aperçu qu'en première approximation la forme de la Terre n'était pas une sphère, mais plutôt un ellipsoïde de révolution faiblement aplati, la valeur {\displaystyle R} obtenue par Picard fournit avec une bonne précision le rayon moyen de la Terre. Cela est dû au fait que les mesures de Picard furent effectuées dans les environs de Paris, donc à des latitudes moyennes, où la distance de la surface au centre de la Terre est proche de la valeur du rayon de la sphère qui possède le même volume que l'ellipsoide.
Le platisme (mythe de la Terre plate) refait surface aux États-Unis avec la fondation de la Flat Earth Society en 1956. Il existe des platistes contemporains croyants créationnistes et des platistes non croyants guidés par le conspirationnisme. Selon une étude menée par l'IFOP pour le compte de la fondation Jean-Jaurès, en 2018, 9 % des Français pensent qu’il est possible que la Terre soit plate, ce ratio atteignant 18 % chez les 18-24 ans.

## Surface topographique, ou «topoïde»
C'est la surface sur laquelle nous marchons et nous grimpons. C'est la surface qui intéresse au premier chef les topographes, les géologues, les géographes et les géomorphologues. Cette surface est trop rugueuse, trop accidentée, trop complexe pour admettre une représentation mathématique qui puisse la décrire en détail. Toutefois, Prey puis Vening Meinesz en ont fourni des développements en harmoniques sphériques de surface arrêtés au 16e et au 32e ordre, respectivement.

## Figure géodésique de référence: ellipsoïde normal, ou «sphéroïde»
Pour servir de base aux mesures géodésiques la surface topographique n'est pas appropriée, car elle n'est pas de niveau ; or, la plupart des appareils géodésiques doivent être mis en station, c'est–à-dire se repèrent par rapport à la verticale de l'endroit où l'on effectue les mesures. Or, la verticale du lieu est normale à la surface de niveau en ce point. Comme standard de référence pour étudier la figure de la Terre et le champ de pesanteur on adopte donc un ellipsoïde de révolution auquel on attache la propriété physique d'être une surface équipotentielle pour la pesanteur. Une telle surface de niveau ellipsoïdale est souvent appelée « sphéroïde normal ». Dans cette appellation, on emploie le mot « sphéroïde » au sens restreint d'un ellipsoïde à symétrie axiale ; dans son acception générale, ce mot désigne une figure géométrique vaguement sphérique, et peut s'appliquer tout aussi bien au géoïde envisagé plus bas.
D'un point de vue géométrique, un ellipsoïde de référence est complètement défini si nous fixons, outre son orientation dans l'espace, deux quelconques parmi les trois éléments suivants : 
- {\displaystyle a}, le demi-grand axe de la section elliptique dans un plan passant par l'axe polaire : a désigne, en pratique, le rayon équatorial de la Terre ;
- {\displaystyle c}, le demi-petit axe, qui est, en pratique, équivalent au rayon polaire de la Terre [6];
- {\displaystyle f}, l'aplatissement géométrique, défini par {\displaystyle f={\frac {a-c}{a}}}.

Lorsqu'on peut se limiter à une précision de l'ordre de 100 à 150 mètres sur la détermination des altitudes rapportées au niveau moyen de la mer, une telle surface de niveau en forme d'ellipsoïde de révolution fait bien l'affaire, à condition de bien ajuster les paramètres représentant le rayon équatorial et l'aplatissement géométrique. Même si un ellipsoïde de référence est une surface de niveau par définition, il convient de ne pas lui attacher de signification physique. En particulier, dans sa définition on ne spécifie pas la distribution des masses en son intérieur, même si l'on stipule que sa masse totale {\displaystyle M} doit être celle de la Terre. Par conséquent, le potentiel gravifique n'est pas défini à l'intérieur de l'ellipsoïde. Néanmoins, pour que l'ellipsoïde de référence puisse se prêter à des calculs gravimétriques, sa propriété d'être une surface équipotentielle pour la pesanteur est essentielle.

### Potentiel de pesanteur du sphéroïde normal
Une surface de niveau est une surface sur laquelle la somme du potentiel gravifique {\displaystyle V} et du potentiel axifuge {\displaystyle Z} reste constante. On appelle cette somme {\displaystyle V+Z} le potentiel de pesanteur et on le désigne par {\displaystyle U}. Ainsi, l'équation d'une surface de niveau s'écrit :
En considérant la « constante » {\displaystyle U_{0}} comme un paramètre, toute une famille de telles surfaces de niveau est ainsi définie. Ces surfaces s'emboîtent sans se recouper. Dans la suite, partout où c'est nécessaire, un astérisque distinguera les quantités relatives à l'ellipsoïde. Ainsi, {\displaystyle V^{*}} est le potentiel de gravité normale, et {\displaystyle U^{*}=V^{*}+Z} est le « potentiel de pesanteur normale », ou simplement le potentiel normal. Le potentiel de pesanteur actuel de la Terre, {\displaystyle U=V+Z}, est appelé « géopotentiel ». Les constantes particulières définissant le géoïde et l'ellipsoïde de référence sont dénotées {\displaystyle U_{0}} et {\displaystyle U_{0}^{*}}, respectivement.

### Potentiel axifuge
Pour un point matériel quelconque attaché à la Terre, la rotation de celle-ci produit une accélération axifuge perpendiculaire à l'axe de rotation. En effet, si {\displaystyle (x_{1},x_{2},x_{3})} sont les coordonnées cartésiennes du point matériel par rapport à des axes fixes dont l'origine O est le centre de la Terre, {\displaystyle Ox_{3}} étant orienté le long de l'axe polaire, les composantes de l'accélération axifuge du point sont {\displaystyle (-\omega ^{2}x_{1},-\omega ^{2}x_{2},0)}. La lettre grecque {\displaystyle \omega } est utilisée conventionnellement pour désigner la vitesse angulaire de rotation de la Terre. Dans le système géodésique de référence international utilisé actuellement elle possède la valeur :
Or, les composantes de l'accélération d'un point matériel se mouvant librement dans un champ de force gravifique sont égales aux composantes du champ de force gravifique par unité de masse, c'est-à-dire égales à – ∂V⁄∂xi , i ∈ {1 ; 2 ; 3}. Dans un repère tournant avec la Terre, les composantes de l'accélération sont égales aux différences entre celles d'une particule gravitant librement et celles d'une particule qui coïncide initialement avec elle, mais qui est attachée à la Terre. Ce sont les composantes {\displaystyle g_{i}} de la pesanteur. On a : 
{\displaystyle g_{1}(x_{1},x_{2},x_{3})=-{\frac {\partial V}{\partial x_{1}}}+\omega ^{2}x_{1}},

{\displaystyle g_{2}(x_{1},x_{2},x_{3})=-{\frac {\partial V}{\partial x_{2}}}+\omega ^{2}x_{2}},

Dès lors, nous définissons le potentiel axifuge par l'expression

### Potentiel de gravité extérieur d'un sphéroïde normal
Le problème consiste donc à déterminer {\displaystyle V^{*}}, sur la surface de niveau {\displaystyle U^{*}=U_{0}^{*}} et à l'extérieur de l'ellipsoïde dans tout l'espace, en termes de l'aplatissement {\displaystyle f}, et de comparer ensuite l'expression obtenue ainsi avec l'expression du potentiel gravifique extérieur {\displaystyle V} déterminé par la géodésie spatiale au moyen de données satellitaires afin d'obtenir un ajustement pour {\displaystyle f}. Une solution pour la première partie de ce problème, à savoir l'obtention d'une expression pour le champ gravifique externe d'un sphéroïde normal, fut donnée en 1849 par le mathématicien britannique G. G. Stokes, puis en 1894 par le géodésien italien Pizzetti.
Stokes calcula ainsi la gravité de surface et les deux premiers termes (en {\displaystyle 1/r} et {\displaystyle 1/r^{3}}) du potentiel newtonien extérieur au sphéroïde, en coordonnées sphériques.
Pizzettit résolut l'équation de Laplace qui régit le potentiel newtonien extérieur dans un système de coordonnées ellipsoïdales qui est directement adapté à une surface-frontière sphéroïdale, et obtint une formule fermée qui peut être développée en série de puissances de {\displaystyle f}. La précision des mesures géodésiques globales est telle que les termes en {\displaystyle f} et {\displaystyle f^{2}} doivent être retenus, mais que les termes d'ordre {\displaystyle f^{3}} et plus petits peuvent être négligés en pratique ; cependant, la considération de termes d'ordre supérieur au second ne pose aucun problème. Ainsi, un développement de {\displaystyle V^{*}} incluant les termes en {\displaystyle f^{3}} a été publié par Cook en 1959 et par Hirvonen en 1960. Des comptes-rendus concernant la théorie de Pizzetti se trouvent dans de nombreux ouvrages. Cependant, dans les applications pratiques il est en général plus approprié d'employer un système de coordonnées sphériques plutôt que de coordonnées ellipsoïdales et de procéder à un développement en série d'harmoniques sphériques, nonobstant le fait de la difficulté mathématique engendrée par des problèmes de convergence lorsqu'on utilise un système de coordonnées sphériques polaires pour traiter une situation de géométrie non-sphérique.
Dans le cas présent, on peut prouver que le développement en harmoniques sphériques du potentiel gravifique extérieur d'un ellipsoïde de niveau converge sur la surface de l'ellipsoïde, et même bien en dessous de cette surface jusqu'à la surface sphérique homocentrique passant par les foyers de l'ellipsoïde. Il devrait être clair, toutefois, que le prolongement analytique du potentiel extérieur à l'intérieur de l'ellipsoïde ne peut pas représenter de façon appropriée le potentiel intérieur, parce que la solution pour le potentiel extérieur n'est pas une solution de l'équation de Poisson. La démonstration du théorème de Moritz peut être esquissée de la manière suivante : À cause de la symétrie de révolution du sphéroïde normal, le développement formel de {\displaystyle V^{*}} en une série d'harmoniques sphériques contiendra seulement des termes zonaux, et à cause de la symétrie par rapport au plan équatorial (théorème de Lichtenstein), il y aura seulement des termes pairs. Dès lors, la série formelle peut se mettre sous la forme

## Sources
La source primaire de la section Figure géodésique de référence : ellipsoïde normal, ou « sphéroïde » est une partie d'un rapport rédigé par le Pr Carlo Denis de l'université de Liège :
- (en) C. Denis (1985). The Hydrostatic Figure of the Earth, Geophys. Rep. Publ. I.A.L. 85/002, université de Liège, Institut d'astrophysique et de géophysique, VII + 112 p.

Ce rapport a servi de base à deux chapitres du volume 4 du traité de géophysique en six volumes Physics and Evolution of the Earth's Interior édité par R. Teisseyre, à savoir :
- (en) C. Denis, E. Majewski, R. Teisseyre & J.B. Zieliński (1989). The Earth's Gravity Field, Physics and Evolution of the Earth's Interior 4, Gravity and Low-Frequency Geodynamics (edited by R. Teisseyre), Chap. 1, p. 1–77. PWN-Polish Scientific Publishers & Elsevier, Amsterdam.
- (en) C. Denis (1989). The Hydrostatic Figure of the Earth, Physics and Evolution of the Earth's Interior 4, Gravity and Low-Frequency Geodynamics (edited by R. Teisseyre), Chap. 3, p. 111–186. PWN-Polish Scientific Publishers & Elsevier, Amsterdam.
- (fr) H. Bouasse (1921) Géographie mathématique , intéressant à la fois d'un point de vue technique et historique.

#### Histoire de la géodésie
- Figure de la Terre dans l'Antiquité
- Figure de la Terre au Moyen Âge
- Figure de la Terre à l'époque moderne
- Figure de la Terre et gravitation universelle
- Expéditions géodésiques françaises
- Mesure de la longueur du méridien terrestre par Delambre et Méchain

### Autres
- Masse de la Terre
- Géodésie
- Sphéroïde de Clairaut
- Ellipsoïde de révolution : l'exemple choisi y est celui de la Terre (WGS84)
- Modèle ellipsoïdal de la Terre
- Géoïde
- Système de coordonnées (cartographie)
- Masse fluide en rotation
- Arc de méridien
- Gravimétrie spatiale